# Lena Malkus
Lena Malkus (ur. 6 sierpnia 1993) – niemiecka lekkoatletyka specjalizująca się w skoku w dal.
Pierwszy międzynarodowy sukces odniosła w 2009 wygrywając letni olimpijski festiwal młodzieży Europy. Po wygraniu wiosną 2010 eliminacji kontynentalnych pojechała na igrzyska olimpijskie młodzieży, podczas których zdobyła złoty medal. W 2011 została mistrzynią Europy juniorek, a w 2012 sięgnęła po wicemistrzostwo świata juniorek. W 2013 została młodzieżową mistrzynią Europy.
Rekordy życiowe: stadion – 6,94 (30 maja 2015, Weinheim); hala – 6,54 (1 lutego 2015, Dortmund).

## Osiągnięcia
| Rok  | Impreza                                               | Miejsce   | Lokata            | Wynik |
| ---- | ----------------------------------------------------- | --------- | ----------------- | ----- |
| 2009 | Europejski festiwal młodzieży                         | Tampere   | 1. miejsce        | 6,09  |
| 2010 | Kwalifikacje Europy do igrzysk olimpijskich młodzieży | Moskwa    | 1. miejsce        | 6,44  |
| 2010 | Igrzyska olimpijskie młodzieży                        | Singapur  | 1. miejsce        | 6,40  |
| 2011 | Mistrzostwa Europy juniorów                           | Tallinn   | 1. miejsce        | 6,40  |
| 2012 | Mistrzostwa świata juniorów                           | Barcelona | 2. miejsce        | 6,80w |
| 2013 | Młodzieżowe mistrzostwa Europy                        | Tampere   | 1. miejsce        | 6,76  |
| 2013 | Mistrzostwa świata                                    | Moskwa    | el. – 17. miejsce | 6,49  |
| 2015 | Młodzieżowe mistrzostwa Europy                        | Tallinn   | 5. miejsce        | 6,64  |
| 2015 | Mistrzostwa świata                                    | Pekin     | el. – 22. miejsce | 6,46  |